# Ла Пуебла (Њу Мексико)
Ла Пуебла (енгл. La Puebla) насељено је место без административног статуса у америчкој савезној држави Њу Мексико.

## Демографија
По попису из 2010. године број становника је 1.186, што је 110 (-8,5%) становника мање него 2000. године.
| Група             | 2000.         | 2010.       |
| Белци             | 227 (17,5%)   | 203 (17,1%) |
| Афроамериканци    | 5 (0,4%)      | 7 (0,6%)    |
| Азијати           | 6 (0,5%)      | 4 (0,3%)    |
| Хиспаноамериканци | 1.036 (79,9%) | 949 (80,0%) |
| Укупно            | 1.296         | 1.186       |